# Noah De Schryver
Noah De Schryver (Aalst, 9 augustus 2001)) is een Belgische zwemmer. Hij werd in 2023 de Belgische recordhouder van de 200 meter schoolslag. Dit record zwom hij in een 50-meterbad op de Eindhoven Qualification Meet. Daar zwom hij 2.11,60 op 7 april 2023. Kort daarna zwom hij op 23 april tijdens het open Belgian Championship 2.10.83, een nieuw Belgisch record.  
Hij begon met zwemmen in het tweede leerjaar maar nam dit pas serieus toen hij 14 jaar was. Hij trainde bij de Aalsterse zwemclub 'Neptunus'. Toen hij 17 jaar was en zijn zesde middelbaar had afgemaakt, verhuisde hij naar Amsterdam. Daar traint hij tot op heden bij 'De Dolfijn'.  